# Farrnbach
Farrnbach – rzeka w Bawarii, lewy dopływ Regnitz. 